# The Accidental Tourist
The Accidental Tourist is een film uit 1988 van regisseur Lawrence Kasdan. Het is een tragikomedie over een schrijver van reisgidsen die zich weet te bevrijden uit een zware depressie, die ontstond na de dood van zijn zoon. De film is gebaseerd op het gelijknamige boek van Anne Tyler.

## Verhaal
Macon Leary haat reizen, en heeft van zijn fobie zijn beroep gemaakt. Hij schrijft gidsen voor zakenmensen die tegen hun zin moeten reizen. In de boekjes staan tips als het meenemen van een boek, zodat je niet wordt aangesproken door vervelende medereizigers. Leary woont na zijn scheiding op zichzelf, hij en zijn vrouw Sarah zijn nooit over de dood van hun twaalfjarige zoon heengekomen. 
Als Leary echter door een ongelukkige val van de keldertrap tijdelijk invalide raakt, zoekt hij steun bij zijn familie. Hij trekt in bij zijn zuster Rose en zijn broers Porter en Charles die nog altijd in het ouderlijk huis wonen. De drie vormen een bizar trio. Zo worden alle boodschappen alfabetisch opgeborgen in de keukenkastjes en er ontstaan ruzies als iemand per ongeluk de bananen voor de appels heeft gelegd. Verder wordt consequent niet gereageerd op de rinkelende telefoon en speelt het drietal een zelfverzonnen kaartspel onder de naam Vaccinatie. Voor Macon is het allemaal niet zo bijzonder maar als zijn uitgever, Julian, op bezoek komt is de laatste verrast door het vreemde huishouden van de familie Leary. Als hij over zijn verbazing heen is, wordt Julian verliefd op Rose. Om Rose echter te kunnen veroveren moet Julian zich aanpassen en uiteindelijk bergt ook hij de boodschappen alfabetisch op. 
Macon heeft ondertussen ook last van romantische gevoelens. Hij bezit nog altijd Edward, een venijnig klein hondje dat ooit van zijn zoon was. Hij huurt Muriel Pritchett in om het hondje manieren te leren. De twee krijgen een relatie, tot groot ongenoegen van Sarah.. Ze legt het weer aan met Macon en die besluit Muriel te verlaten en weer met Sarah samen te wonen. Macon vertrekt na zijn herstel naar Parijs om research te doen voor een nieuwe reisgids. Het blijkt dat Muriel in hetzelfde hotel verblijft. Hoewel Macon zich aanvankelijk verzet tegen Muriels avances en haar afwijst, voelt hij zich nog altijd tot haar aangetrokken. Als hij haar achterna rijdt in een taxi ziet hij Muriel die wanhopig een taxi wil aanhouden. Hij laat zijn eigen taxi stoppen en vraagt Muriel met hem mee te komen.

## Rolverdeling
| Acteur                        | Personage        |
| ----------------------------- | ---------------- |
| William Hurt                  | Macon Leary      |
| Geena Davis                   | Muriel Pritchett |
| Kathleen Turner – Sarah Leary |                  |
| Amy Wright – Rose Leary       |                  |
| Bill Pullman – Julian         |                  |
| David Ogden Stiers            | Porter Leary     |
| Ed Begley jr.                 | Charles Leary    |

## Prijzen
Geena Davis won een Oscar in de categorie Best Supporting Actress